# Stazione di Casella Paese
La stazione di Casella Paese è una stazione ferroviaria della ferrovia Genova-Casella, gestita dall'Azienda Mobilità e Trasporti di Genova (AMT). Si trova nel territorio comunale di Casella, nella città metropolitana di Genova, ed è il capolinea settentrionale della linea.
La stazione è situata a un'altitudine di 401 metri sul livello del mare.

## Storia
La stazione venne attivata nel 1953 come capolinea del breve tratto in regresso proveniente dallo scalo di Casella Deposito, situato sulla sponda opposta del torrente Scrivia e che era stato fino ad allora il capolinea della linea ferroviaria (attivata nel 1929).
Il tratto da Casella Deposito a Casella Paese si trovava originariamente in sede stradale e venne spostato in sede propria nel 1980, in occasione della costruzione del nuovo ponte sul torrente Scrivia; il fabbricato viaggiatori della stazione è rimasto lo stesso, ma con i binari posizionati sul lato opposto. A testimonianza della disposizione originaria rimane la tettoia del fabbricato viaggiatori, rivolta dal lato della strada.

## Strutture e impianti
La stazione dispone di due binari, di cui solo uno servito da banchina, che si uniscono in un singolo binario tronco; il binario era singolo fino ai lavori di ristrutturazione avvenuti nel 1980.

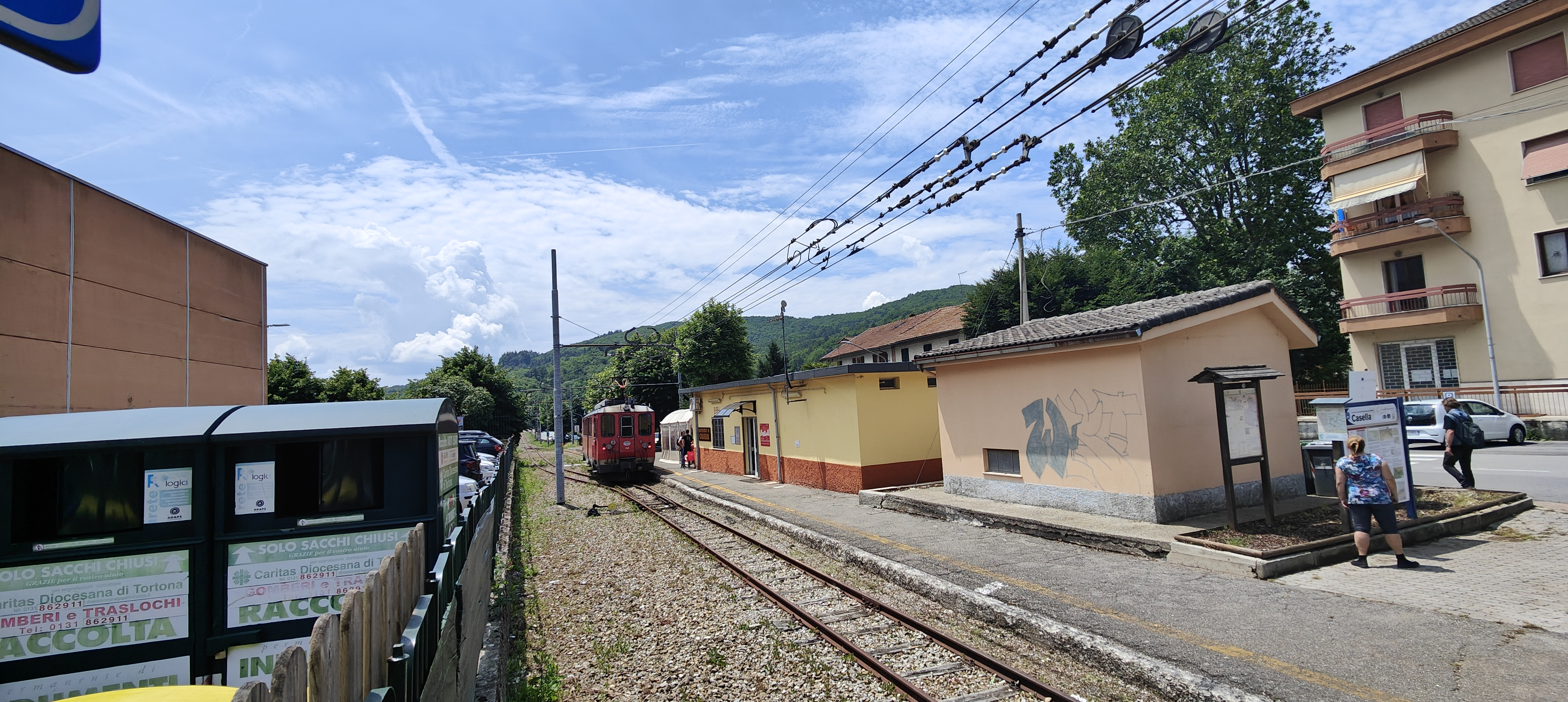

## Servizi
La stazione dispone di:
- Biglietteria a sportello
- Sala d'attesa
- Servizi igienici
- Bar

## Interscambi
- Fermata autobus